# Bulk Synchronous Parallel ML
BSML est une bibliothèque logicielle pour OCaml. Elle donne accès aux paramètres BSP (en) de l'architecture sous-jacente, en particulier au nombre de processeurs p de la machine parallèle (accessible par le biais de bsp_p de type int).

## Architecture

### Type vecteur parallèle
Le type 'a Bsml.par représente un vecteur parallèle de taille p contenant des objets de type 'a.
Il est noté {\displaystyle <v_{0},...,v_{p-1}>} où {\displaystyle v_{i}} est la valeur de type 'a sur le processeur i.

### Modules
- Bsml : contient les primitives de la bibliothèque et les fonctions de calcul du temps d'exécution
- Stdlib : contient les fonctions de la bibliothèque standard
  - Base : contient des fonctions parallèles usuelles
  - Comm : contient les fonctions parallèles de communication
  - Sort : contient des fonctions parallèles de tri
  - Back : assure la compatibilité avec les versions antérieures de la bibliothèque
- Tools : contient des fonctions séquentielles usuelles
- Skeleton : contient des fonctions de manipulation des structures réparties
  - Array : manipulation de tableaux répartis
  - List : manipulation de listes réparties

### Primitives

#### Primitive de parallélisation:mkpar
```
val
 
mkpar
 
:
 
(
int
 
->
 
'
a
)
 
->
 
'
a
 
par

```

#### Primitive d'application parallèle:apply
```
val
 
apply
 
:
 
(
'
a
 
->
 
'
b
)
 
par
 
->
 
'
a
 
par
 
->
 
'
b
 
par

```

#### Primitive de communication globale:put
```
val
 
put
 
:
 
(
int
 
->
 
'
a
)
 
par
 
->
 
(
int
 
->
 
'
a
)
 
par

```

#### Primitive de projection:proj(duale demkpar)
```
val
 
proj
 
:
 
'
a
 
par
 
->
 
int
 
->
 
'
a

```

## Utilitaires
- bsml fournit une boucle interactive.
- bsmlc produit un fichier bytecode interprété par bsmlrun.
- bsmlopt produit un exécutable en code natif.

## Syntaxe alternative
À partir de sa version 0.5, BSML propose une syntaxe alternative visant à améliorer la lisibilité des programmes.
Cette syntaxe permet d'exécuter des instructions de manière locale sur chaque processeur, elle fournit une abstraction des primitives et simplifie l'accès aux valeurs locales de chaque processeur.
On utilise la syntaxe << >> pour représenter une section locale, le code entre chevrons étant exécuté localement. Cette construction retourne un vecteur parallèle constitué des p exécutions locales.
```
(* réplication d'une valeur v non-parallèle sur chaque processeur *)

<<
 
v
 
>>

```

La syntaxe $v$, disponible à l'intérieur des sections locales, donne accès à la composante locale du vecteur v. On peut accéder au numéro de processeur local (depuis une section locale) à l'aide de la variable $this$.
```
(* vecteur parallèle où chaque processeur stocke son numéro *)

<<
 
$
this
$
 
>>

(* application d'une fonction f non-parallèle à chaque composante d'un vecteur parallèle v *)

<<
 
f
 
$
v
$
 
>>

(* application d'une fonction f parallèle à chaque composante d'un vecteur parallèle v *)

<<
 
$
f
$
 
$
v
$
 
>>

```